# Yu Lihua
Yu Lihua (chinês: 於 梨 華 ; pinyin : Yú Líhuá ; Xangai, 28 de novembro de 1931 — Washington, D.C., 1 de maio de 2020) foi uma escritora sino-americana.

## Biografia
Yu Lihua nasceu em Xangai e foi para a universidade em Taiwan, fazendo história na Universidade Nacional de Taiwan. Depois, foi para os Estados Unidos para se formar em jornalismo na UCLA e depois para ensinar literatura chinesa no Departamento de Universidade Comparada da Universidade Estadual de Nova York.
Seu trabalho foi publicado em inglês e em chinês.
Em 1 de maio de 2020, Yu morreu de COVID-19 em Washington durante a pandemia de COVID-19 nos Estados Unidos.